# Карм, Каарел Юханович
Каарел Юханович Карм (эст. Kaarel Karm, настоящая фамилия — Лянтс (Länts); 1906—1979) — эстонский, советский актёр. Народный артист СССР (1956).

## Биография
Родился 5 (18) октября 1906 в Нарве (ныне в Эстонии).
В 1922—1925 годах учился в Государственной индустриальной школе искусств (ныне Эстонская академия художеств) в Таллине.
С 1925 года — помощник режиссёра, исполнитель небольших ролей в драмах, операх, опереттах и балетах, в 1932—1942 и 1943—1949 годах — актёр театра «Эстония» (ныне Национальная опера «Эстония») (Таллин).
В 1942—1943 годах и с 1949 (после объединения с драматической труппой театра «Эстония») и до конца жизни — актёр Эстонского драматического театра (в 1952—1989 годах — Эстонский государственный театр драмы им. В. Кингисеппа) в Таллине.
Снимался в кино. Выступал в радиопостановках (роли: Фауст («Фауст» И. Гёте), Пер Гюнт («Пер Гюнт» Г. Ибсена)).
Умер 2 августа 1979 года в Таллине. Похоронен на Лесном кладбище.
Был женат на актрисе Инне Таарна.

## Награды и звания
- Заслуженный артист Эстонской ССР (1946)
- Народный артист Эстонской ССР (октябрь, 1956)
- Народный артист СССР (декабрь, 1956)
- Государственная премия Эстонской ССР (1949, 1959)
- Орден Трудового Красного Знамени (1976)

## Роли в театре
- 1941 — «Мать» по роману М. Горького — Павел
- 1941 — «Укрощение строптивой» У. Шекспира — Петруччио
- 1941 — «Мария Стюарт» Ф. Шиллера — Мортимер
- 1945 — «Гамлет» У. Шекспира — Гамлет
- 1944 — «Русские люди» К. М. Симонова — Сафонов
- 1946 — «Жизнь в цитадели» А. М. Якобсона — Ральф
- 1947 — «Сирано де Бержерак» Э. Ростана — Сирано де Бержерак
- 1948 — «Волки и овцы» А. Н. Островского — Беркутов
- 1948 — «Два лагеря» А. М. Якобсона — Пеэтер
- 1949 — «Отелло» У. Шекспира — Отелло
- 1951 — «Шакалы» А. М. Якобсона — Аллан 0’Коннел
- 1954 — «Маскарад» М. Ю. Лермонтова — Арбенин
- 1955 — «Антоний и Клеопатра» У. Шекспира — Антоний
- 1956 — «Совесть» Э. Раннета — Кустас Локк
- 1958 — «Блудный сын» Э. Раннета — Март Туйск
- 1958 — «Дон Карлос» Ф. Шиллера — Филипп II
- 1959 — «Юдифь» А. Таммсааре — Олоферн
- 1960 — «Третья патетическая» Н. Ф. Погодина — Ленин
- «Дальние берега» М. Паньоля — Марий
- «Фанни» М. Паньоля — Марий
- «Цезарь» М. Паньоля — Марий
- «Мари и её сын» А. Каллас — Имант
- «Фауст» И. Гёте — Мефистофель
- «Живой труп» Л. Н. Толстого — Протасов
- «Семеро братьев» А. Киви — Юхан
- «В вихре ветров» А. Кицберга — Яан
- «Призраки» А. М. Якобсона — Вайно
- «Дикий капитан» Ю. Смуула — Иынь
- «Новый Ванапаган из Пыргупыхья» А. Х. Таммсааре — Хитрый Антс
- «За тех, кто в море» Б. А. Лавренёва — Боровский
- «Гибель эскадры» А. Е. Корнейчук — Стрыжень[2].

## Фильмография
- 1955 — «Яхты в море» — Пеэтер
- 1956 — «На задворках» — Праги, журналист
- 1959 — «Незваные гости» — Хуберг
- 1961 — «Парни одной деревни» — Ниглас
- 1962 — «Ледоход» — Тынис
- 1963 — «Оглянись в пути» — Яаак Тамбу
- 1964 — «Девочка и эхо» — дедушка
- 1964 — «Новый нечистый из преисподней» — Арст
- 1965 — «Им было восемнадцать» — Уудам
- 1965 — «Молочник из Мяэкюла» — эпизод
- 1966 — «В 26-го не стрелять» — Дитрих
- 1966 — «Письма с острова Чудаков» — Мартин Пури
- 1971 — «Горячие тропы» — шеф разведки
- 1976 — «Лето» — аптекарь.